# Boruszowice
Boruszowice (prononciation : [bɔruʂɔˈvit͡sɛ]) est une localité polonaise de la gmina de Tworóg, située dans le powiat de Tarnowskie Góry en voïvodie de Silésie.

## Histoire
À partir de 1818, Boruschowitz fait partie de l'arrondissement de Beuthen, puis de l'arrondissement de Tarnowitz de 1873 à 1922.